# Olivier Leborgne
Olivier Claude Philippe Marie Leborgne (ur. 13 listopada 1963 w Nantes) – francuski duchowny rzymskokatolicki, biskup diecezjalny Amiens w latach 2014–2020, zastępca przewodniczącego Konferencji Episkopatu Francji w latach 2019–2022, biskup diecezjalny Arras od 2020.

## Życiorys
Olivier Claude Philippe Marie Leborgne urodził się 13 listopada 1963 w Nantes w departamencie Loary Atlantycka. Studiował filozofię w seminarium w Saint-Sulpice (1984–1991) w Issy-les-Moulineaux, a w 1991 rozpoczął studia na Wydziale Teologicznym Institut Catholique w Paryżu, uzyskując licencjat z teologii. Święcenia diakonatu otrzymał 24 czerwca 1990, a prezbiteratu 29 czerwca 1991.
Po święceniach pełnił następujące funkcję: 1991–1996: wikariusz parafii w Elancourt-Maurepas; 1996–1998: diecezjalny duszpasterz ds. młodzieży; 1998–2003: proboszcz parafii św. Bernadety w Wersalu; 2003–2004: wikariusz biskupi ds. formacji kapłańskiej; 2004–2014: wikariusz generalny; 2010–2011: sekretarz Generalny Synodu Diecezjalnego; 2010–2014: wikariusz biskupi Le Vésinet; 2012–2014: doradca kościelny Narodowej Konfederacji Katolickich Stowarzyszeń Rodzinnych.
20 lutego 2014 papież Franciszek prekonizował go biskupem diecezjalnym Amiens. 6 kwietnia 2014 otrzymał święcenia biskupie i odbył ingres do katedry Najświętszej Marii Panny. Głównym konsekratorem był Thierry Jordan, arcybiskup metropolita Reims, zaś współkonsekratorami Jean-Luc Bouilleret, arcybiskup metropolita Besançon i Éric Aumonier, biskup diecezjalny Wersalu. Jako zawołanie biskupie przyjął słowa „Serviteurs, à cause de Jésus” (Słudzy, z powodu Jezusa).
4 września 2020 papież przeniósł go na stolicę biskupią Arras. Ingres do bazyliki katedralnej Najświętszej Marii Panny i
św. Wedasta, w trakcie którego kanonicznie objął urząd, odbył się 25 października 2020.
W strukturach Konferencji Episkopatu Francji był w latach: 2017–2019: przewodniczącym Komisji Episkopalnej ds. Katechezy i Katechumenatu; 2019–2022: zastępcą przewodniczącego Konferencji Biskupów Francji; 2022–2024: przewodniczącym Rady ds. Katechezy i Katechumenatu; od 2024 przewodniczący Komisji ds. Inicjacji i Życia Chrześcijańskiego.